# Lijst van onroerend erfgoed in Schilde
Een overzicht van het onroerend erfgoed in de gemeente Schilde. Het onroerend erfgoed maakt deel uit van het cultureel erfgoed in België.

## Bouwkundig erfgoed
| Object                                            | Erfgoedstatus?                                    | Bouwjaar of architect | Deelgemeente   | Adres                          | Coördinaten                   | Nummer? | Afbeelding                                        |
| ------------------------------------------------- | ------------------------------------------------- | --------------------- | -------------- | ------------------------------ | ----------------------------- | ------- | ------------------------------------------------- |
| Kasteel Spreeuwenborg                             | dorpsgezicht                                      |                       | Schilde        | Alfons Van den Sandelaan 12-14 | 51° 14' 5" NB, 4° 35' 27" OL  | 14104   | Kasteel Spreeuwenborg                             |
| Grote Hoeve                                       | dorpsgezicht                                      |                       | Schilde        | Bellevuedreef 40               | 51° 13' 40" NB, 4° 34' 6" OL  | 14105   | Grote Hoeve                                       |
| Woonstalhuis                                      |                                                   |                       | Schilde        | Bellevuedreef 44               | 51° 13' 33" NB, 4° 34' 5" OL  | 14106   | Woonstalhuis                                      |
| Villa La Regie                                    |                                                   |                       | Schilde        | Bellevuedreef 46               | 51° 13' 32" NB, 4° 34' 5" OL  | 14107   | Villa La Regie                                    |
| Couwenberghhoeve                                  | Monument                                          |                       | Schilde        | Bethaniëlei 81                 | 51° 16' 58" NB, 4° 36' 19" OL | 14108   | Couwenberghhoeve                                  |
| Parochiekerk Onze-Lieve-Vrouw ten Hemel Opgenomen |                                                   |                       | Schilde        | De Liebaard                    | 51° 13' 60" NB, 4° 33' 19" OL | 14111   | Parochiekerk Onze-Lieve-Vrouw ten Hemel Opgenomen |
| Hof ten Broecke of Hof van Schilde                | dorpsgezicht                                      |                       | Schilde        | De Pont                        | 51° 13' 24" NB, 4° 34' 13" OL | 14112   | Hof ten Broecke of Hof van Schilde                |
| Hoeve met losse bestanddelen                      |                                                   |                       | Schilde        | De Pont 22                     |                               | 14113   | Hoeve met losse bestanddelen                      |
| Hoeve met losse bestanddelen                      |                                                   |                       | Schilde        | De Rest 10-12                  | 51° 14' 48" NB, 4° 35' 34" OL | 14114   | Hoeve met losse bestanddelen                      |
| Dorpswoning                                       |                                                   |                       | Schilde        | Dorpsstraat 26                 | 51° 13' 60" NB, 4° 34' 59" OL | 14115   | Dorpswoning                                       |
| Villa in cottagestijl                             |                                                   |                       | Schilde        | Eugeen Van de Vellaan 65       | 51° 14' 27" NB, 4° 34' 28" OL | 14119   | Villa in cottagestijl                             |
| Landhuis Hazelfhof                                |                                                   |                       | Schilde        | Fondatiedreef 9                | 51° 13' 54" NB, 4° 35' 12" OL | 14120   | Landhuis Hazelfhof                                |
| Fort van 's Gravenwezel                           |                                                   |                       | Schilde        | Karekiet 70                    | 51° 15' 42" NB, 4° 35' 22" OL | 14121   | Fort van 's Gravenwezel                           |
| Dobbelhoeve                                       | Monument                                          |                       | Schilde        | Goorstraat 41-43               | 51° 13' 44" NB, 4° 36' 26" OL | 14122   | Dobbelhoeve                                       |
| Villa van 1966                                    |                                                   |                       | Schilde        | Rodedreef 46                   |                               | 14123   | Upload foto                                       |
| Onze-Lieve-Vrouwekapel                            | Monument                                          |                       | Schilde        | Kapelstraat                    | 51° 14' 34" NB, 4° 34' 46" OL | 14124   | Onze-Lieve-Vrouwekapel                            |
| Dorpswoning                                       |                                                   |                       | Schilde        | Kasteeldreef 11                | 51° 13' 53" NB, 4° 34' 54" OL | 14125   | Dorpswoning                                       |
| Steenen hoeve                                     |                                                   |                       | Schilde        | Kasteeldreef 38, 43            | 51° 13' 45" NB, 4° 34' 17" OL | 14126   | Steenen hoeve                                     |
| Herenhuis                                         |                                                   |                       | Schilde        | Kerkelei 36                    | 51° 14' 19" NB, 4° 34' 59" OL | 14127   | Herenhuis                                         |
| Parochiekerk Sint-Guibertus                       | landschap                                         |                       | Schilde        | Kerkplein                      | 51° 13' 54" NB, 4° 34' 60" OL | 14128   | Parochiekerk Sint-Guibertus                       |
| Landhuis Diegemhof                                | dorpsgezicht                                      |                       | Schilde        | Liersebaan 96                  | 51° 14' 7" NB, 4° 35' 19" OL  | 14129   | Landhuis Diegemhof                                |
| Langgestrekte hoeve                               | Monument                                          |                       | Schilde        | Lindenstraat 54                | 51° 14' 25" NB, 4° 35' 17" OL | 14131   | Langgestrekte hoeve                               |
| Caterskapel                                       | landschap                                         |                       | Schilde        | Caterskapeldreef               | 51° 17' 25" NB, 4° 36' 32" OL | 14132   | Caterskapel                                       |
| Atelierwoning Albert Van Dyck                     |                                                   | Huib Hoste            | Schilde        | Oudebaan 130                   | 51° 14' 44" NB, 4° 35' 28" OL | 14135   | Atelierwoning Albert Van Dyck                     |
| Dorpswoning                                       | dorpsgezicht                                      |                       | Schilde        | Pastorijdreef 23-25            | 51° 13' 49" NB, 4° 34' 60" OL | 14136   | Dorpswoning                                       |
| Dorpswoning                                       |                                                   |                       | Schilde        | Puttenhoflaan 1                | 51° 13' 57" NB, 4° 35' 3" OL  | 14137   | Dorpswoning                                       |
| Dorpswoning                                       |                                                   |                       | Schilde        | Puttenhoflaan 2                | 51° 13' 54" NB, 4° 35' 3" OL  | 14138   | Dorpswoning                                       |
| Dorpswoning                                       |                                                   |                       | Schilde        | Puttenhoflaan 4                | 51° 13' 55" NB, 4° 35' 4" OL  | 14139   | Dorpswoning                                       |
| Hoeve met losse bestanddelen                      |                                                   |                       | Schilde        | Puttenhoflaan 7                | 51° 13' 57" NB, 4° 35' 4" OL  | 14140   | Hoeve met losse bestanddelen                      |
| Pastorie Sint-Guibertusparochie                   | landschap                                         |                       | Schilde        | Puttenhoflaan 10               | 51° 13' 54" NB, 4° 35' 8" OL  | 14141   | Pastorie Sint-Guibertusparochie                   |
| Kapel Onze-Lieve-Vrouw van Bijstand               | landschap                                         |                       | Schilde        | Puttenhoflaan                  | 51° 13' 56" NB, 4° 35' 8" OL  | 14142   | Kapel Onze-Lieve-Vrouw van Bijstand               |
| Puttenhof                                         | Monument                                          |                       | Schilde        | Puttenhoflaan 25               | 51° 14' 2" NB, 4° 35' 16" OL  | 14145   | Puttenhof                                         |
| Villa                                             |                                                   |                       | Schilde        | Rodedreef 47                   | 51° 13' 27" NB, 4° 33' 14" OL | 14146   | Upload foto                                       |
| Hoeve Spreeuwenborg                               | dorpsgezicht                                      |                       | Schilde        | Renier Sniederspad 3           | 51° 14' 3" NB, 4° 35' 28" OL  | 14147   | Hoeve Spreeuwenborg                               |
| Villa                                             |                                                   |                       | Schilde        | Schaliënhoefdreef 97           | 51° 13' 51" NB, 4° 33' 23" OL | 14148   | Villa                                             |
| Jongensschool Sint-Wybrecht                       |                                                   |                       | Schilde        | Schoolstraat 33                | 51° 14' 11" NB, 4° 34' 54" OL | 14149   | Jongensschool Sint-Wybrecht                       |
| Dorpswoning                                       | Monument                                          |                       | Schilde        | Turnhoutsebaan 112             | 51° 14' 4" NB, 4° 33' 54" OL  | 14155   | Dorpswoning                                       |
| Brouwerij Drie Lindekens                          | Monument                                          |                       | Schilde        | Turnhoutsebaan 141             | 51° 14' 22" NB, 4° 34' 48" OL | 14156   | Brouwerij Drie Lindekens                          |
| Herenhuis Tollenberg                              | Monument                                          |                       | Schilde        | Turnhoutsebaan 180             | 51° 14' 16" NB, 4° 34' 34" OL | 14157   | Herenhuis Tollenberg                              |
| Herenhuis                                         |                                                   |                       | Schilde        | Turnhoutsebaan 282             | 51° 14' 24" NB, 4° 34' 56" OL | 14158   | Herenhuis                                         |
| Dorpswoning                                       |                                                   |                       | Schilde        | Vennebosstraat 23              | 51° 13' 59" NB, 4° 34' 42" OL | 14160   | Dorpswoning                                       |
| Bellemondhoeve                                    |                                                   |                       | 's Gravenwezel | Bellemond 22                   | 51° 14' 38" NB, 4° 33' 47" OL | 14161   | Bellemondhoeve                                    |
| Kasteeldomein Hof ter Linden                      | Monument: kasteel, remise, toegangsbrug en -poort |                       | 's Gravenwezel | Hof ter Linden 57-59           | 51° 14' 57" NB, 4° 33' 23" OL | 14162   | Kasteeldomein Hof ter Linden                      |
| Villa                                             |                                                   |                       | 's Gravenwezel | Eekhoornlaan 17                | 51° 15' 11" NB, 4° 33' 17" OL | 14163   | Upload foto                                       |
| Jachtpaviljoen bij Kasteel van 's Gravenwezel     |                                                   |                       | 's Gravenwezel | Epicialaan 1                   | 51° 15' 13" NB, 4° 34' 7" OL  | 14164   | Jachtpaviljoen bij Kasteel van 's Gravenwezel     |
| Villa                                             |                                                   |                       | 's Gravenwezel | Groene Wandeling 13            | 51° 15' 44" NB, 4° 34' 35" OL | 14165   | Villa                                             |
| Roze Tempel, woning De Wachter                    |                                                   | 1983 Jo Crepain       | 's Gravenwezel | Groene Wandeling 17            | 51° 15' 44" NB, 4° 34' 38" OL | 14166   | Roze Tempel, woning De Wachter                    |
| Parochiekerk Sint-Catharina                       | dorpsgezicht                                      |                       | 's Gravenwezel | Kerkstraat                     | 51° 15' 46" NB, 4° 33' 16" OL | 14167   | Parochiekerk Sint-Catharina                       |
| Gemeentehuis van 's Gravenwezel en school         |                                                   |                       | 's Gravenwezel | Kerkstraat 22-24               | 51° 15' 45" NB, 4° 33' 19" OL | 14169   | Gemeentehuis van 's Gravenwezel en school         |
| Pastorie Sint-Catharinaparochie                   | dorpsgezicht                                      |                       | 's Gravenwezel | Kerkstraat 31                  | 51° 15' 49" NB, 4° 33' 15" OL | 14170   | Pastorie Sint-Catharinaparochie                   |
| Dorpswoning                                       | dorpsgezicht                                      |                       | 's Gravenwezel | Kerkstraat 32                  | 51° 15' 47" NB, 4° 33' 14" OL | 14171   | Dorpswoning                                       |
| Twee dorpswoningen                                |                                                   |                       | 's Gravenwezel | Kerkstraat 41-43               | 51° 15' 49" NB, 4° 33' 19" OL | 14172   | Twee dorpswoningen                                |
| Rusthuis Sint-Lodewijk                            |                                                   |                       | 's Gravenwezel | Kerkstraat 61                  | 51° 15' 50" NB, 4° 33' 25" OL | 14173   | Rusthuis Sint-Lodewijk                            |
| Dorpswoning                                       |                                                   |                       | 's Gravenwezel | Moerstraat 24                  | 51° 15' 57" NB, 4° 33' 9" OL  | 14174   | Dorpswoning                                       |
| Schranshoeve                                      | Monument                                          |                       | 's Gravenwezel | Moerstraat 26                  | 51° 15' 58" NB, 4° 33' 13" OL | 14175   | Schranshoeve                                      |
| 's Gravenhof                                      | Monument                                          |                       | 's Gravenwezel | Moerstraat 53                  | 51° 16' 5" NB, 4° 33' 37" OL  | 14361   | 's Gravenhof                                      |
| Hoeve Marijnissen                                 |                                                   |                       | 's Gravenwezel | Moerstraat 55                  | 51° 16' 9" NB, 4° 33' 38" OL  | 14362   | Hoeve Marijnissen                                 |
| Duyvendaelhoeve                                   | Monument                                          |                       | 's Gravenwezel | Molenakker 14                  | 51° 15' 41" NB, 4° 33' 54" OL | 14363   | Duyvendaelhoeve                                   |
| Molenhoeve                                        | Monument                                          |                       | 's Gravenwezel | Molenakker 34                  | 51° 15' 29" NB, 4° 33' 39" OL | 14364   | Molenhoeve                                        |
| Villa                                             |                                                   | Georges Baines        | 's Gravenwezel | Narcissenlaan 11               | 51° 14' 40" NB, 4° 32' 46" OL | 14365   | Upload foto                                       |
| Villa                                             |                                                   |                       | 's Gravenwezel | Patrijzenlaan 14               | 51° 15' 16" NB, 4° 33' 20" OL | 14366   | Villa                                             |
| Villa ontworpen door Marc Dessauvage              |                                                   | Marc Dessauvage       | 's Gravenwezel | Patrijzenlaan 22               | 51° 15' 16" NB, 4° 33' 24" OL | 14367   | Villa ontworpen door Marc Dessauvage              |
| Woning De Roover-Van Coillie                      | Monument                                          | Jul De Roover         | 's Gravenwezel | Rozenlaan 11                   | 51° 14' 27" NB, 4° 33' 44" OL | 14368   | Woning De Roover-Van Coillie                      |
| Villa ontworpen door Jul De Roover                |                                                   | Jul De Roover         | 's Gravenwezel | Sint Hubertuslaan 38           | 51° 15' 12" NB, 4° 33' 33" OL | 14369   | Villa ontworpen door Jul De Roover                |
| Dorpswoningen Ter Brakken                         | Monument                                          |                       | 's Gravenwezel | Sint Jobsteenweg 17-19         | 51° 15' 47" NB, 4° 33' 43" OL | 14371   | Dorpswoningen Ter Brakken                         |
| Kapel van de overbuur                             | Monument                                          |                       | 's Gravenwezel | Sint Jobsteenweg               | 51° 15' 47" NB, 4° 33' 45" OL | 14372   | Kapel van de overbuur                             |
| Kasteel Catershof                                 | landschap                                         |                       | 's Gravenwezel | Sint Jobsteenweg 21-23         | 51° 15' 55" NB, 4° 33' 51" OL | 14373   | Kasteel Catershof                                 |
| Woning Flinckheuvel                               |                                                   |                       | 's Gravenwezel | Sint Jobsteenweg 25            | 51° 15' 51" NB, 4° 34' 1" OL  | 14374   | Woning Flinckheuvel                               |
| Kattenberghoeve                                   | Monument                                          |                       | 's Gravenwezel | Sint Jobsteenweg 34-36         | 51° 15' 44" NB, 4° 33' 37" OL | 14375   | Kattenberghoeve                                   |
| Smidse                                            | dorpsgezicht                                      |                       | 's Gravenwezel | Sint Jobsteenweg 44            | 51° 15' 46" NB, 4° 33' 44" OL | 14376   | Smidse                                            |
| Kasteel van 's-Gravenwezel                        | Monument                                          |                       | 's Gravenwezel | Sint Jobsteenweg 64            | 51° 15' 40" NB, 4° 34' 5" OL  | 14377   | Kasteel van 's-Gravenwezel                        |
| Sint-Anna hoeve                                   |                                                   |                       | 's Gravenwezel | Koeistraat 4                   | 51° 16' 51" NB, 4° 34' 13" OL | 14378   | Upload foto                                       |
| Woonstalhuis                                      |                                                   |                       | 's Gravenwezel | Wijnegemsteenweg 69-71         | 51° 15' 32" NB, 4° 32' 55" OL | 14386   | Woonstalhuis                                      |
| Vinkenhof                                         | Monument                                          |                       | 's Gravenwezel | Wijnegemsteenweg 75            | 51° 15' 28" NB, 4° 32' 51" OL | 14387   | Vinkenhof                                         |
| Dorpswoning                                       |                                                   |                       | 's Gravenwezel | Wijnegemsteenweg 81            | 51° 15' 20" NB, 4° 32' 49" OL | 14388   | Dorpswoning                                       |
| Woonstalhuis                                      | Monument                                          |                       | 's Gravenwezel | Wijnegemsteenweg 154           | 51° 14' 49" NB, 4° 32' 28" OL | 14390   | Woonstalhuis                                      |
| Schans                                            | landschap                                         |                       | Schilde        | Schanslaan                     | 51° 14' 38" NB, 4° 36' 1" OL  | 84247   | Schans                                            |
| Stuwsluis                                         |                                                   |                       | Schilde        | Schanslaan                     | 51° 14' 36" NB, 4° 36' 1" OL  | 84248   | Stuwsluis                                         |
| Schans d'Oudaen                                   | dorpsgezicht                                      |                       | 's Gravenwezel | Moerstraat 57                  | 51° 16' 19" NB, 4° 33' 37" OL | 200807  | Upload foto                                       |
| Woning Vermijlen-De Winter                        |                                                   | Renaat Braem          | Schilde        | Hertendreef 1                  |                               | 212415  | Woning Vermijlen-De Winter                        |
| Villa in cottagestijl                             |                                                   |                       | 's Gravenwezel | Wouwersstraat 6                |                               | 213811  | Villa in cottagestijl                             |